# Cyrtodactylus abrae
Cyrtodactylus abrae este o specie de reptile din genul Cyrtodactylus, familia Gekkonidae, ordinul Squamata, descrisă de Wells în anul 2002. Conform Catalogue of Life specia Cyrtodactylus abrae nu are subspecii cunoscute.